# Egano Righi-Lambertini
Egano Righi-Lambertini (22 de fevereiro de 1906 - 4 de outubro de 2000) foi um cardeal italiano da Igreja Católica Romana. Ele foi nomeado por João Paulo II no conclave em 30 de junho de 1979. 

## Biografia

### Nascimento
Nasceu em Casalecchio di Reno em 22 de fevereiro de 1906. Descendente da família Righi, a quem o Marquês Giovanni Lambertini, ancestral do Papa Bento XIV e da Beata Imelda Lambertini, concedeu o uso do sobrenome.

### Educação
Estudou no Pontifício Seminário Regional de Bolonha; na Pontifícia Universidade Gregoriana, Roma; e na Pontifícia Academia dos Nobres Eclesiásticos, Roma.

### Sacerdócio
Ordenado em 25 de maio de 1929, Bolonha. Pastoral na arquidiocese de Bolonha, 1929-1936. Estudos adicionais, 1936-1939, Roma. Ingressou na Secretaria de Estado do Vaticano em 1939. Auditor, nunciatura na Itália, 1939-1949. Auditor e conselheiro, nunciatura na França, 1949-1954. Prelado doméstico de Sua Santidade, 10 de dezembro de 1954. Encarregado de Negócios, nunciaturas na Costa Rica e na Venezuela; e na delegação apostólica na Grã-Bretanha, 1954-1957. Delegado Apostólico na Coréia, 28 de dezembro de 1957.

### Episcopado
Eleito arcebispo titular de Doclea e nomeado núncio no Líbano em 9 de julho de 1960. Consagrada em 28 de outubro de 1960, Basílica de São Pedro, pelo Papa João XXIII, auxiliado por Diego Venini, arcebispo titular de Adana, esmola particular de Sua Santidade, e por Benigno Carrara, bispo de Imola. Na mesma cerimônia foram consagrados os futuros Cardeais Dino Staffa, arcebispo titular de Cesaréia da Palestina, secretário do SC de Seminários e Universidades; e Pericle Felici, arcebispo titular de Samósata, secretário geral do Concílio Vaticano II. Participou do Concílio Vaticano II, 1962-1965. Núncio no Chile, 9 de dezembro de 1963. Núncio na Itália, 8 de julho de 1967. Núncio na França, 23 de abril de 1969. Enviado especial, com funções de observador permanente, ao Conselho da Europa, Estrasburgo, França, 1974-1979.

### Cardinalado
Criado cardeal-diácono no consistório de 30 de junho de 1979; recebeu o barrete vermelho e a diaconia de São João Bosco na Via Tuscolana, em 30 de junho de 1979. Assistiu à Primeira Reunião Plenária do Sagrado Colégio dos Cardeais, de 5 a 9 de novembro de 1979, na Cidade do Vaticano. Perdeu o direito de participar do conclave aos oitenta anos de idade, em 22 de fevereiro de 1986. Optou pela ordem dos cardeais presbíteros e pelo título de Santa Maria em Via, em 26 de novembro de 1990.

### Morte
Morreu em Roma em 4 de outubro de 2000. Ao saber da notícia da morte do cardeal, o Papa João Paulo II enviou um telegrama de condolências aos seus familiares através do Cardeal Angelo Sodano, secretário de Estado. Sua missa fúnebre, presidida pelo papa e concelebrada pelos cardeais, aconteceu na Basílica de São Pedro, na sexta-feira, 6 de outubro de 2000, às 10 horas. O papa também fez a homilia. Foi sepultado no cemitério de Casalecchio di Reno, Bolonha